# NGC 7061
NGC 7061 (другие обозначения — PGC 66785, ESO 236-13, AM 2123-491) — эллиптическая галактика (E) в созвездии Индеец.
Этот объект входит в число перечисленных в оригинальной редакции «Нового общего каталога».